# 津市立久居西中学校
津市立久居西中学校（つしりつ ひさいにしちゅうがっこう）は、三重県津市久居一色町にある公立中学校。

## 概要
1967年（昭和42年）4月1日開校。津市内にある、津市立榊原小学校と津市立栗葉小学校の卒業生の主な進路先となっている。
1997年1月8日より服装が自由化された。ただし、入学式や卒業式などといった式がある場合は式服が必要。

## 沿革
（沿革節の主要な出典は公式サイト)
- 1967年（昭和42年）4月1日 - 開設
- 1970年（昭和45年）8月1日 - 一志郡久居町が市制施行して久居市となり、久居市立久居西中学校と改称
- 1973年（昭和48年度）- 水泳用プール完成
- 1976年（昭和51年）11月8日 - 新校舎完成
- 1981年（昭和56年）3月8日 - 柔剣道場完成
- 1981年（昭和56年）4月16日 - 校舎第2棟1部完成
- 1983年（昭和58年度）- 文部省指定・障害児理解推進校
- 1984年（昭和59年度）- 文部省指定・障害児理解推進校（県立稲葉養護学校との交流教育）
- 1985年（昭和60年）3月5日 - 校舎第二棟増築・渡り廊下・クラブハウス完成
- 1985年（昭和60年）8月1日 - グラウンド夜間照明完成
- 1989年（平成元年）2月22日 - 屋内運動場完成、パソコン施設完成（教室・機器22台）
- 1992年（平成4年度）- テニスコート完成
- 1995年（平成7年）6月 - 二棟より体育更衣室への渡り廊下と屋根設置
- 1996年（平成8年）7月 - 地上式水槽・合併処理槽の改修
- 1997年（平成9年）1月 - バックネット改修。運動場西防球ネット新設
- 1997年（平成9年度）- 屋内運動場西側道路舗装
- 1997年（平成9年度）- 中国の河南省文化使節団（徐錦江団長）による交歓演奏会[4]
- 1998年（平成10年度）- 第1棟外装改修工事と放送設備設置 屋内運動場前の駐車場整備
- 1999年（平成11年度）- 文部省研究指定・中学校教育課程研究発表 （教科・特別活動）、屋内運動場前の駐車場舗装整備
- 2002年（平成14年度）- 西門進入路舗装整備
- 2004年（平成16年度）- 駐輪場（桜の園）の整備
- 2006年（平成18年）1月1日 - 久居市・安芸郡河芸町・芸濃町・美里村・安濃町・一志郡香良洲町・一志町・白山町・美杉村と合併、津市の発足により津市立久居西中学校と改称

## 部活動
- 野球部
- 女子ソフトテニス部
- 男子ソフトテニス部
- 陸上部
- バレーボール部(女子のみ)
- バスケットボール部(女子のみ)
- 卓球部
- サッカー部
- 吹奏楽部
- 文芸部

## 主な行事
- 4月 入学式
- 6月 グリーン祭 体育の部（体育祭）
- 10月 グリーン祭 文化の部（文化祭）
- 3月 卒業式

## 主な卒業生
- 奥野春菜（アマチュアレスリング）